# Зовишки мост
Зовишкият мост (на македонска литературна норма: Зовички мост) е каменен мост в Република Македония. Мостът е разположен непосредствено североизточно от село Зовик и пресича Градешката река.
Мостът става известен като Филмов мост (Филмски мост), след като видния режисьор Милчо Манчевски в 2001 година снима на него част от своя филм „Прашина“. След това мостът започва да привлича туристи. Мостът е изграден още в османско време, но е бил дървен. Около 1955 – 1956 година пада и е изграден нов каменен от майстор Гюладин от стружкото село Лабунища.